# Jaidamaka

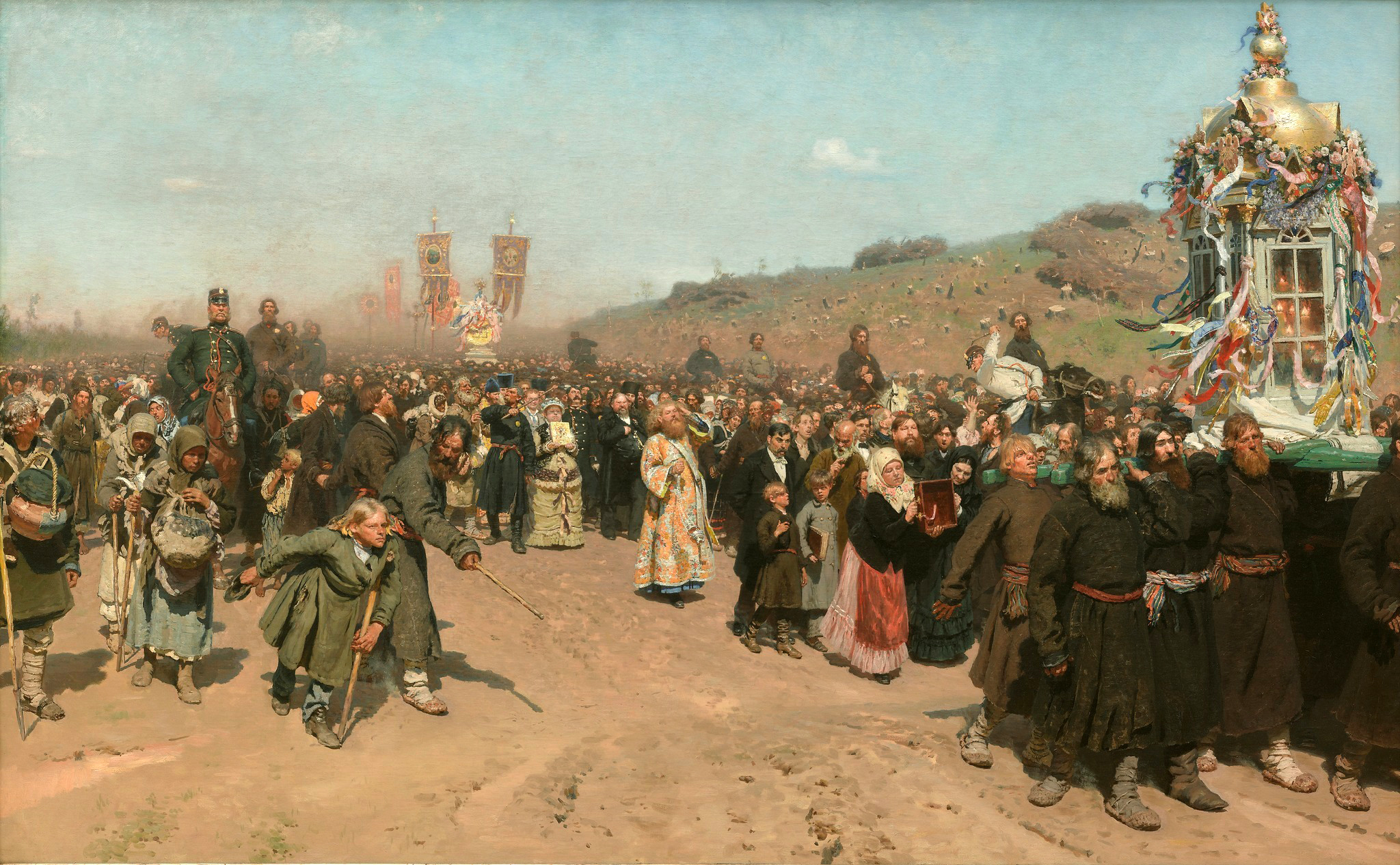
Procesión religiosa ortodoxa. La diferencia religiosa entre la nobleza dominante polaca católica y el campesinado ortodoxo desempeñó un papel importante en la rebelión jaidamaka. Cuadro de Iliá Repin.

Los jaidamakas, también conocidos como haidamaky o haidamáks (singular haidamak, en ucraniano: Гайдамаки, Haidamaky, del turco: haydamak, «vagabundos» o «atracadores»), fueron bandas paramilitares de la Ucrania del siglo XVIII, que se rebelaron repetidas veces contra la dominación polaca en el margen derecho de Ucrania, principalmente debido a la asfixiante carga sobre el campesinado. Asimismo hay una fuerte carga de lucha religiosa entre la Iglesia católica y la Iglesia ortodoxa, focalizando la ira popular contra la nobleza polaca, la Iglesia católica y los judíos. En español se escribe gaidamak.

## Orígenes

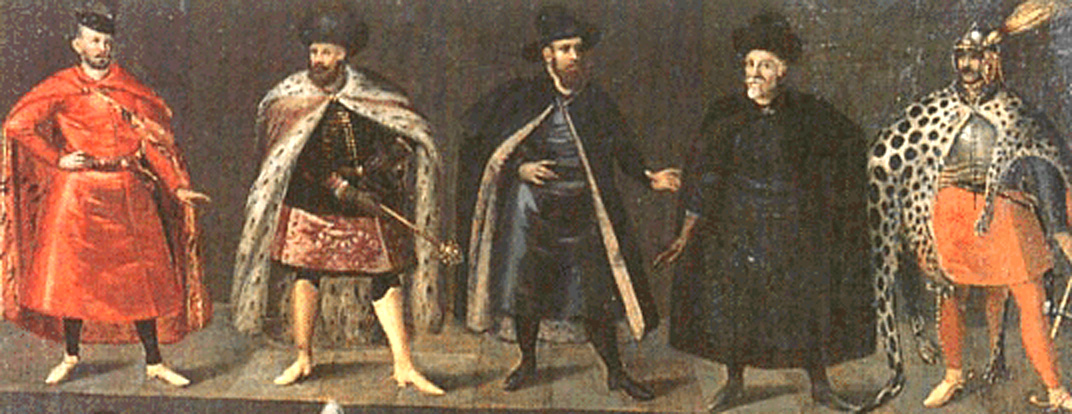
Nobles polacos, inicio del. Su vida de lujos y extravagancias les granjeó un profundo odio entre el campesinado, que tenía que trabajar para ellos entre cuatro y seis días a las semana, aparte de pagar cargas e impuestos.

Su existencia comienza de forma similar a lo ocurrido en toda Europa, con la huida de campesinos de la opresión feudal o señorial, que se internaban en profundos bosques para luego robar a los ricos, en un fenómeno llamado «bandidaje social», una extraña combinación entre aprovechamiento personal y altruismo. Si bien se inició como serie de hechos marginales, se agravó con la expiración de la exención del pago de derechos por quince o veinte años que había promulgado la szlachta en su día para atraer a los campesinos a las despobladas tierras de la Ucrania del Margen Derecho. El fin de dicho plazo implicaba la conversión de los campesinos libres o semilibres en siervos.
La organización cosaca había sido erradicada de la región, por lo que el campesinado carecía de una clase dirigente que encabezase el movimiento, siendo muy importante la cercanía de la Sich de Zaporozhia para el reclutamiento de jefes y tropas y la obtención de suministros, además de como lugar de refugio.
Tuvieron lugar tres levantamientos principales, que corresponden a los años 1734, 1750, y 1768; la debilitada Mancomunidad polaco-lituana no pudo aplastarlos con sus propias fuerzas y en cada ocasión solicitó el concurso del ejército ruso.

## Primeras acciones
La Mancomunidad polaco-lituana, debido a su configuración y organización, no tenía grandes ejércitos permanentes, y en los momentos de luchas internas o externas, las acciones jaidamakas podían ser desestabilizadoras en extremo.
Los éxitos iniciales espolearon el florecimiento de estas bandas en todo la Ucrania al oeste del Dniéper.
Volodymyr Antonovich afirma que se pueden distinguir a lo largo del siglo XVIII tres periodos con respecto a las rebeliones jaidamakas:
- Los años entre 1710 y 1730, en los que difícilmente se distinguía del bandidaje.
- Desde la década de 1730 hasta la de 1760, en la que progresivamente adquirió carácter de revuelta campesina.
- La década de 1760, en la que tomó el aspecto de alzamiento nacional.

## Otros movimientos similares
A pesar de la identificación romántica del siglo XIX y XX de los movimientos en Galitzia similares a los jaidamakas, los llamados opryshki, y los haiduk en los Balcanes, no se encuentra otra conexión entre los mismos que los propios del mencionado «bandidaje social» por la opresión campesina común a toda Europa, aunque la historiografía soviética ha intentado convertirlo en una lucha de clases internacional, y con ese traspaso de conceptos del siglo XX al siglo XVIII, en un movimiento unificado y conexo.
La opryshka de Galitzia careció en todo momento de motivaciones religiosas o nacionales.

## Revuelta de 1734

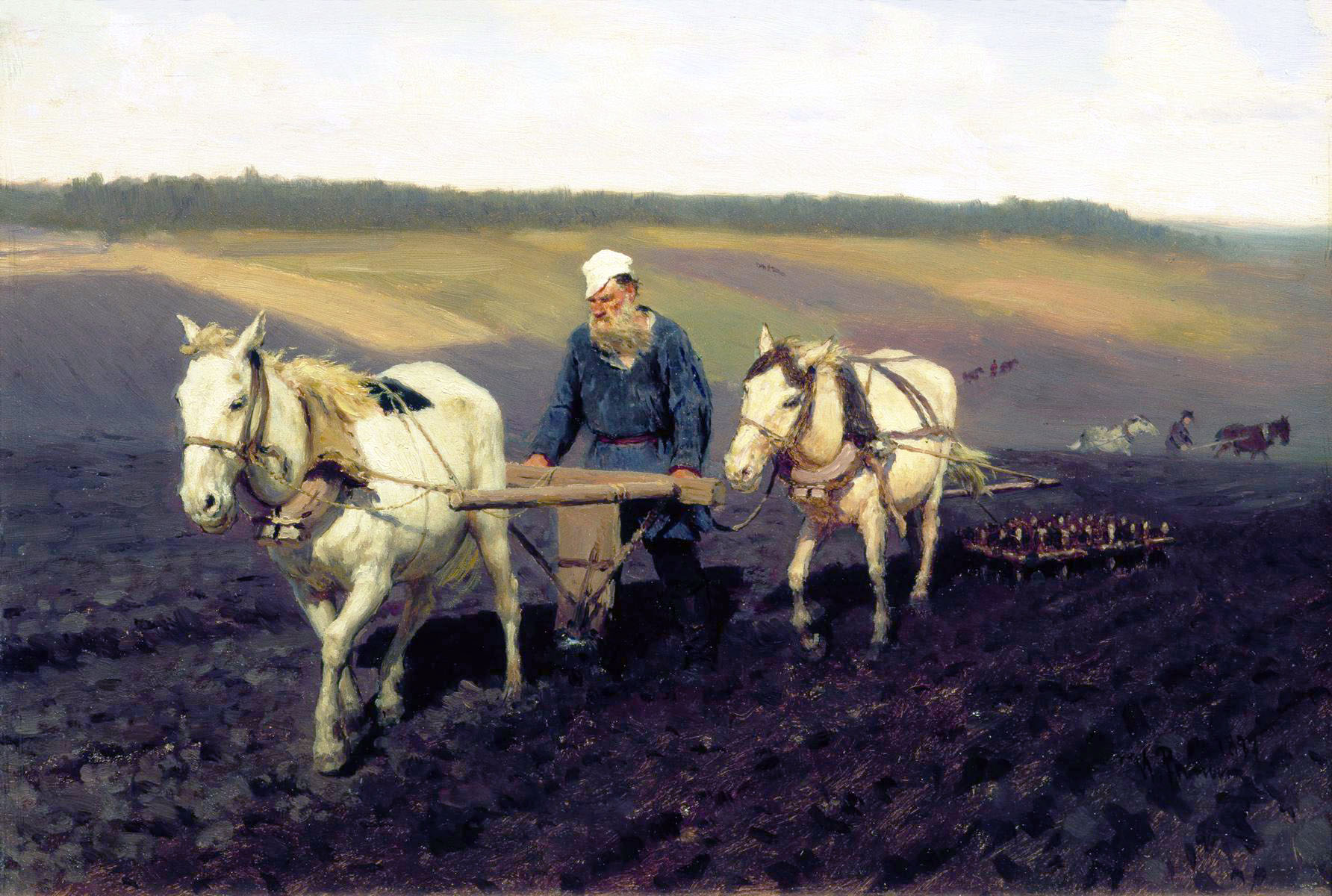
La vida del campesinado fue extremadamente dura en el, llegando a despoblarse todo la Ucrania del Margen Derecho. Lev Tolstói, retratado por Iliá Repin.

Con motivo de la guerra por la sucesión del trono polaco, en la que participaron varios países de Europa que apoyaron a distintas facciones de la nobleza polaca, Rusia intervino con su ejército, imponiendo a la Dieta polaca la elección de Augusto III. La presencia rusa en la Ucrania occidental, hizo abrigar esperanzas de una liberación inminente de la opresión de la nobleza polaca que se transformaron en sublevación campesina. La sublevación la acaudilló un tal Verlan, anteriormente al servicio de los nobles polacos, que, a la cabeza de mil jaidamakas y con el supuesto beneplácito del zar ruso, hizo incursiones en Bratslav, Volinia y Galitzia, hasta que los polacos le hicieron huir hacia Moldavia; contrataron para perseguir a las bandas jaidamakas a zaporogos encabezados por Sava Chaly, al que luego los propios zaporogos dieron muerte.

## Revuelta de 1750
Con la expiración de los privilegios de exención de servidumbre gratuita hacia los nobles y de impuestos en el año 1750, un grupo de zapórogos cruzó a la Ucrania del Margen Derecho y suscitó un levantamiento campesino en la región de Kiev y Bratslav, que fue rápidamente sofocado por los polacos.

## La Koliívschyna (1768)

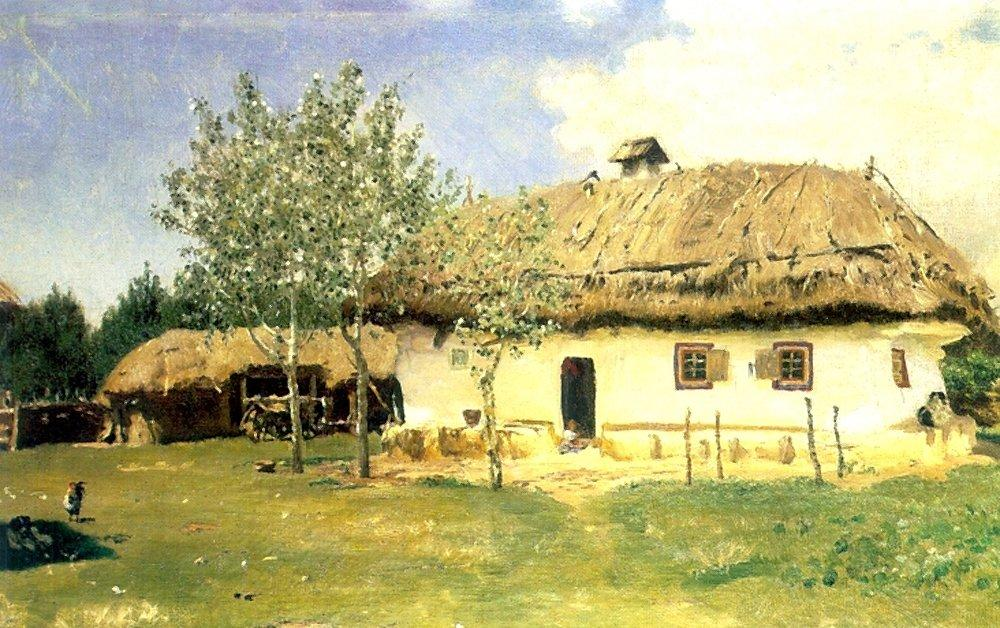
Casa campesina ucraniana. La nobleza polaca, para conseguir la repoblación, estableció periodos de entre quince y veinte años de exención de servidumbre. Después de este plazo los campesinos se convertían en siervos, siendo esta una de las causas de la rebelión. Pintura de Iliá Repin.

La Koliívschyna fue la más importante rebelión de los jaidamakas ocurrida en 1768. Debido a una nueva intervención rusa en los asuntos polacos, los nobles se vieron obligados a proteger la Iglesia ortodoxa en los territorios de la Mancomunidad polaco-lituana, y como reacción, la szlachta se organizó en la Confederación de Bar en febrero de 1768, compuesta principalmente por los nobles de la zona oriental de Podolia y Bratslav. Los ortodoxos temieron ser víctimas de la reacción contra Rusia, por lo que decidieron atacar antes de ser atacados.
El nombre de Koliívschyna probablemente se deriva de la palabra kolí, que significa «picas» o «lanzas», arma principal de la revuelta.

### Orígenes de la revuelta
Tuvo dos vertientes principales. La primera fue la finalización de la exención en la zona de Kiev en la década de 1760 del periodo dado a los campesinos para favorecer la repoblación, y la muy fuerte agitación de los monasterios ortodoxos, principalmente del de Motronyn, en la Óblast de Cherkasy, principalmente de carácter antiuniata.
Por otra parte, la imposición rusa en el trono polaco de Augusto III primero y de Estanislao Poniatowski después hizo que la szlachta considerase a estos reyes meras marionetas rusas. La szlachta se organizó en la Conferencia de Bar y atacó inmediatamente a las tropas rusas presentes en territorio de la Mancomunidad polaco-lituana.

### Estallido de la revuelta
Una rebelión campesina en la zona de Kiev liderada por Maksim Zalizniak estalló en mayo de 1768. Zalizniak, que había pasado el último año en el monasterio Motronyn, dirigió a sus tropas contra los szlachta de la Confederación de Bar.

### Toma de Uman

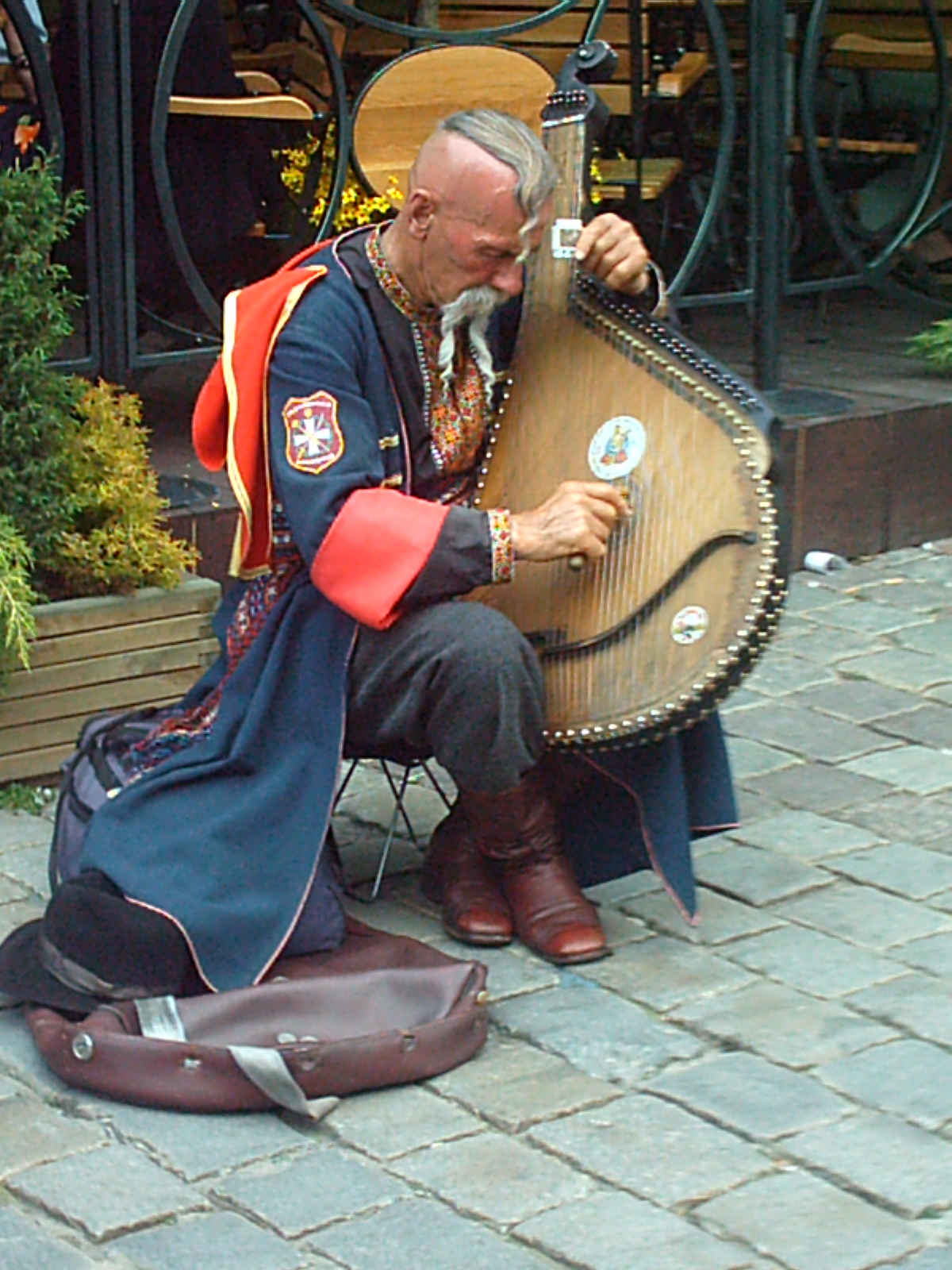
Un cosaco moderno, Ostap Kindrachuk, tocando la bandura en un viejo mercado de Poznań.

Los jaidamakas de Iván Gonta tomaron Uman en 1768; el acontecimiento tuvo y tiene una notable relevancia tanto en la historia polaca, como en la judía y la ucraniana, aunque la interpretación que se le da en cada una de ellas es muy diferente. En la memoria judía quedaron duramente grabadas las matanzas realizadas por los insurrectos. La cifra oficial de asesinados en la ciudad fue de doce mil personas: siete mil polacos y cuatro judíos.

### Supresión de la rebelión
Catalina la Grande ordenó al ejército ruso que penetrase en la Ucrania occidental y sofocase la rebelión, apoyando a las tropas polacas.

### Consecuencias de la Koliívschyna
Una vez aplastada la rebelión hubo una brutal represión, no sólo contra los rebeldes, sino también contra población que nada había tenido que ver con ella.
Esta fue la última rebelión jaidamaka, que hirió de muerte a la Mancomunidad polaco-lituana, dejó clara la vinculación entre las poblaciones de las dos márgenes del río Dniéper y fue luego el germen de la formación nacional de Ucrania.
Otra de las consecuencias fue la incorporación en pocos años de ambas márgenes del Dniéper al Imperio ruso.

### Participación cosaca
La participación de los cosacos parece no responder a la visión nacionalista imperante  en los siglos siglo XIX y XX, que proyecta sus valores anacrónicamente al XVIII, sino que se cree que obedeció a tres causas:
- El odio al sistema social polaco mantenido por la szlachta;
- la ortodoxia como nexo de unión y
- el convencimiento de que Rusia intervendría contra los polacos.

## Durante la Gran Guerra
En tiempos del gobierno provisional ruso, cuando ciertas unidades militares estacionadas en el frente austro-húngaro proclamaban sus propios soviets, y algunas de las cuales optaban por disolverse, los gaidamak de los alrededores de Járkov acechaban a los desmovilizados y les confiscaban sus armas.

## Visión posterior de los Jaidamakas

### Idealización romántica ucraniana

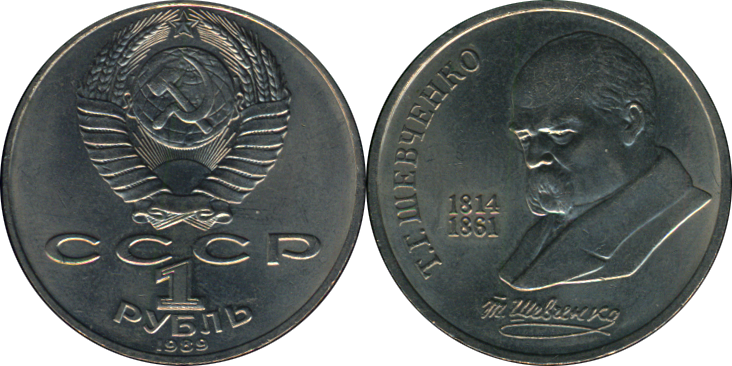
Moneda soviética; Tarás Shevchenko, el mayor poeta ucraniano, que elevó a mito nacional a los jaidamakas.

El historiador ucraniano Mijailo Maksimóvich sostuvo una visión diferente a la polaca y rusa, habiendo recopilado tradiciones orales y canciones que arrojaban otra luz muy distinta sobre los jaidamakas, si bien no pudo publicarla durante varios años por la censura zarista. El principal apoyo de esta tercera visión no partió de la investigación, sino del relevo que tomó la poesía romántica del siglo XIX: la hizo el más representativo poeta ucraniano Tarás Shevchenko, que presenta a los jaidamakas como héroes en la lucha contra la opresión nacional.

### Punto de vista polaco
La imagen polaca es muy distinta, porque destaca la faceta más bárbara y cruel de las acciones jaidamakas contra la civilización, representada por los polacos. Las memorias de la época, hostiles al levantamiento, al que presentan como rebelión de siervos y bandidos, de ortodoxos fanáticos atizados por agentes zaristas, se introdujeron incluso en la propia investigación histórica polaca, llegando a reducir, en un estudio realizado por Franciszek Rawita-Gawnoñski, las causas del movimiento jaidamaka a una sola: «el degenerado carácter del pueblo ucraniano».
Principalmente es el símbolo de la enemistad polaco-ucraniana que ha quedado grabado en el subconsciente cultural de ambas sociedades.
Sin embargo, también fue tomada por pequeños grupos de intelectuales polacos exilados en el siglo XIX, llamado «Grupo de Uman», como base común en la lucha antirrusa de ambos pueblos.

### Punto de vista durante el Imperio ruso
Los historiadores rusos y ucranianos durante la época del Imperio ruso siempre se desmarcaron del movimiento jaidamaka, adoptando el punto de vista imperial, siempre negativo sobre los jaidamakas. Incluso el historiador cosaco Apollón Skalkovski minimiza la participación de los cosacos zaporogos a unos pocos animales que no merecen su nombre.

### Punto de vista soviético
La historia soviética interpretó estas rebeliones como parte de la «lucha de clases», dando por ciertos los clichés propagandísticos, sin base documental, despreciando o minimizando el factor religioso como elemento de crucial importancia, dando como verdades las siguientes:
- Que el movimiento jaidamaka fue una lucha de clases de los campesinos y cosacos pobres contra el orden feudal.
- Que fue una lucha nacional de liberación y «reunión» con Rusia.
- Que se extendió por toda Ucrania, incluyendo la situada a la orilla oriental del Dniéper, la Ucrania Slobodá y la oriental.
- Que los jaidamakas fueron de varias nacionalidades, entre ellas la ucraniana, y se enfrentaron a explotadores igualmente plurinacionales (la szlachta polaca, la Rusia zarista y la starshiná ucraniana).